# Renault Clio
Renault Clio este un automobil supermini (segmentul B), comercializat de producătorul francez de automobile Renault. A fost lansat în 1990 și este acum la a cincea generație în 2019. Clio a fost foarte criticat dar s-a bucurat și de un mare succes comercial, fiind cu siguranța unul dintre cele mai bine vândute modele din Europa de vânzare, și este în mare măsură  „vinovatul” pentru refacerea reputației mărcii Renault, după perioada dificilă traversată între 1980 și 1990.

Clio a fost vândut în Japonia ca Renault Lutecia. O variantă sedan cu patru uși a fost dezvoltată pentru piețele în care sedanurile sunt mai preferate în comparație cu variantele hatchbacks. Astfel Clio, a fost vândut sub nume Renault Clio Symbol, Renault Clio Sedan și Renault Thalia. De asemenea a mai fost vândut sub marca Nissan pe anumite piețe din America Latină ca Nissan Platina.

## Prima generație (1990)
Clio a fost prezentat oficial la Salonul Auto de la Paris în toamna anului 1990, iar comercializarea lui a început în Franța imediat după, deși vânzările în restul Europei au început în martie 1991. Clio venea să înlocuiască modelul Renault 5, acestea a mai rămas în producție până în 1996 deoarece era o alternativă mai ieftină. Când a fost lansat erau disponibile mai multe motorizări pe benzină cu capacități cilindrice de 1,2 litri, 1,4 litri (întâlnit pentru prima dată pe Renault 19), 1,7 litri și un motor pe motorină de 1,9 litri. În 1992, pe toate motoarele pe benzină au fost montate injectoare de benzină înlocuind carburatoarele poluante.
La un an după lansare, Clio suferă o mică stilizare, pe lângă aceasta a mai fost lansată noua siglă care avea un aspect mai plăcut și care treptat a înlocuit vechea siglă. În martie 1994 a fost Clio (Faza 1) a suferit o altă schimbare a aspectului exterior și interior. La exterior a fost schimbate grila radiatorului, bandourile laterale, stopurile spate au fost rotunjite astfel Clio avea acum un aspect mai modern.
În 1996, Clio (Faza 3) sosește cu o altă serie de modificări, motorul de 1,2 litri (folosit pentru prima dată pe Renault Twingo) a fost înlocuit cu motor D7F MPi (Multi Point Injection = Injecție Multi Punct) cu o capacitate cilindrică de 1149 cm3; de asemenea pentru o bună perioadă de timp a fost folosit motorul Cléon folosit pe Renault Twingo. Motorul E-Types de 1,4 litri a suferit o serie de modificări care aveau drept scop reducerea consumului de combustibil. Aceste motoare erau mai slabe decât vechile motoare. La exterior Clio (Faza 3) avea semnalizatoarele încorporate în farurile rotunjite, acestea au provocat modificarea capotei motorului.
Încă din 1991, a era disponibil modelul Clio 16v, care avea sub capotă un motor pe benzină de 1,8 litri cu 16 valve care producea 137 CP și atingea viteza maximă de 200 km/h. Modelul avea un aspect agresiv, cu numeroase elemente de caroserie sport (pe capota motorului se afla o priză de aer, bare de protecție mai mari, o vopsea specială pentru acest model și suspensii și frâne îmbunătățite).
De asemenea a mai existat un model cu aptitudini sportive, acesta se numea Clio RSi, și beneficia de un motor de 1,8 litri cu 8 valve care dezvolta 110 CP, și un sistem de frânare cu discuri pe toate roțile.
Clio a fost votat în 1991 Mașina anului în Europa, astfel Clio a devenit unul dintre cele mai bine vândute modele în Europa, iar în Marea Britanie a fost în topul celor mai vândute zece modele.

### Nivele de echipare
- RN (1.2 și 1.4 litri pe benzină, 1.9 litri diesel)
- RT (1.2, 1.4, 1.8 litri pe benzină, 1.9 litri diesel)
- S (1.4 litri pe benzină)
- Baccara (1.4, 1.8 litri pe benzină)
- RSi (1.8 litri pe benzină)
- 16V (1.8 litri cu 16 valve pe benzină)
- Williams (2.0 litri cu 16 valve pe benzină)

### Clio Williams
În 1993, Clio Williams a fost lansat (a fost produs în serie limitată, 400 de bucăți, cu volan pe partea dreaptă, destinat pentru piața din Marea Britanie), iar numele venea datorită colaborării dintre Renault și echipa de Formula 1, Williams F1. Contrar așteptărilor, Williams nu a avut nici un amestec în proiectul sau producerea acestui model de Clio; s-a pornit de la modelul Clio 16v și a fost produs de divizia Renault Sport. Clio Williams era echipat cu un motor în 4 cilindri în linie de 2,0 litri și 16 valve ce dezvoltă 150 CP (110 kW), iar viteza maximă era de 217 km/h. Mai târziu au mai fost lansate încă două evoluții ale lui Clio Williams (2 și 3), astfel au fost supărați proprietarii primei evoluții. Diferențele dintre cele trei versiuni Williams au fost produse de evoluțiile variantei Clio, de exemplu au fost introduse sisteme de protecție a pasagerilor și schimbări cosmetice.

## A doua generație (BB/CB; 1998)
În primăvara anului 1998, Renault a lansat a doua generație a lui Clio, față de prima generația noul Clio avea forme mai rotunjite și erau folosite materiale neobișnuite pentru a reduce costurile de reparație și de a reduce greutatea automobilului (de exemplu: aripile față sunt făcute dintr-un material plastic foarte rezistent). Pentru anumite versiuni pentru capota motorului s-a folosit aluminiul. Au fost preluate motorizări similare cu cele folosite de prima generație, ca 1,2 litri, 1,4 litri și 1,6 litri toate pe benzină și un motor diesel de 1,9 litri. La începutul anului 1999, a fost lansată o versiune sportivă 16V (motorul de 1,6 litri și 16 valve), iar motoarele de generație mai veche au fost înlocuite de altele noi cu performante ridicate, mai puțin poluante și mult mai economice. 
În 1999, Renault a lansat Clio RS (Renault Sport) acesta avea un motor pe benzină de 2,0 litri și 16 valve cu 172 CP care atingea viteza maximă de 220 km/h. Surprinzător, în forma actuală, modelul oferea șoferilor un nivel de performanțe și o manevrabilitate ridicată fapt pentru care Renault a inclus în ofertă și un model exclusivist, Clio V6 Renault Sport care avea un motor tracțiune pe puntea spate și un motor V6 de 3,0 litri cu o putere de 230 CP (166 kW) împrumutat de pe Renault Laguna ce dezvolta o viteză de top de 235 km/h.

### Clio II facelift (2001–2008)
Primăvara anului 2001, aduce un nou Clio care a suferit o operație estetică, la interior beneficiază de materiale de calitate, și este adăugat un motor diesel de 1,5 litri. În 2006, Renault a început o acțiune de cosmetizare a întregii game de produse; astfel Clio se prezintă cu noi bare de protecție (fără bandourile de protecție de culoare neagră) vopsite în culoarea mașinii și cu un stil. Acest model se va vinde până în anul 2008, după, va lăsa cale liberă modelului Clio III.

### Clio Symbol (2001 – 2008)
Vezi și articolul: Renault Symbol.

În anul 2001 Renault lansează versiunea sedan a modelului Clio II, numit Clio Symbol (în Bulgaria, Columbia, România, Rusia, Turcia, Ucraina, Venezuela etc), Clio Sedan (în Brazilia, Chile, Coreea de Sud), Clio Thalia. Inițial modelul era destinat pentru piețele din țările în curs de dezvoltare, dar a fost introdus și pe piețe ca cea din Spania unde versiunile hatchback nu erau foarte apreciate, aceeași situație s-a manifestat și pe anumite piețe din estul Europei. În Europa de Est, Clio Symbol este mai ieftin decât Clio II și mai scump cu aproximativ 30% decât Dacia Logan (model ce aparține de Renault și este destinat piețelor sărace). Sunt piețe în America Centrală (exemplul Mexicului) în care modelul este vândut sub marca Nissan Platina; acesta este produs în Mexic la Fabrica Renault – Nissan.

## A treia generație (BR/CR/SB/SR; 2005)
A treia generația a lui Clio a fost prezentată în 2005. El folosea platforma tehnică comună Nissan-Renault similară cu modelele Renault Modus, Nissan Micra și Dacia Logan. Modelul este mai scump și este cu 130 kg mai greu decât vechia generație, ceea ce a condus la menținerea vechii generații pe piață până în 2008. De asemenea modelul Clio II mai este menținut pe piață până la lansarea noii generații a lui Renault Twingo programată pentru 2007, model care este destinat persoanelor cu buget redus. Noua generație Clio a obținut 5 stele din 5 la testele de siguranță EuroNCAP, în urma acestei performanțe, toate modelele Renault (cu excepția modelului Kangoo) au obținut 5 stele la testele de siguranță EuroNCAP. Vânzarea modelului cu 3 uși a debutat în octombrie 2005, iar versiunea cu 5 uși a fost lansată pe piață în prima jumătate a lui 2006.

În iunie 2006 este lansat în Franța a treia generație a versiunii sportive Clio Renault Sport cu un preț de vânzare de 23.000 euro. Modelul era echipat cu un motor aspirat de 2,0 litri și 16 valve derivat din motorul de pe vechea generație și o cutie de viteze în 6 rapoarte. Motorul dezvolta 197 Cp (145 kW) la 7250 rpm și atingea viteza maximă de 215 km/h, iar accelerația de la 0 la 100 era de 6,9 secunde.

## A patra generație (BH/KH; 2012)
Clio IV a fost prezentat la Salonul Auto de la Paris din septembrie-octombrie 2012 și a început comercializarea o lună mai târziu. Este disponibil ca hatchback și de la începutul lui 2013 și ca break. Este fabricat în Flins, Franța, și în Bursa, Turcia, unde break-ul va fi asamblat în special.

## A cincea generație (BF; 2019)
A cincea generație a lui Clio a fost prezentată la Salonul Auto de la Geneva 2019.

### Facelift
Renault pregătește un facelift pentru Clio V care urmează să fie prezentat în primăvara lui 2023.

### Motorizări
- L (999 cc) 8-valve I4; 58 CP (43 kW); viteza maximă:144 km/h; 0–100 km/h: 18.2 s (Brazilia 2002-2005)
- 1.2 L (1149 cc) 8-valve I4; 60 CP (43 kW); viteza maximă:160 km/h; 0–100 km/h: 13.5 s (1996-1998)
- 1.2 L (1149 cc) 8-valve I4; 60 CP (43 kW); viteza maximă:160 km/h; 0–100 km/h: 15.0 s (1998-2000)
- 1.2 L (1149 cc) 8-valve I4; 65 CP (48 kW); viteza maximă:157 km/h; 0–100 km/h: 14.9 s (2005-în prezent)
- 1.2 L (1149 cc) 16-valve I4; 75 CP (55 kW); viteza maximă:170 km/h; 0–100 km/h: 13.0 s (2001-în prezent)
- 1.2 L (1149 cc) 16-valve I4; 75 CP (55 kW); viteza maximă:170 km/h; 0–100 km/h: 13.0 s (2002-în prezent)
- 1.2 L (1171 cc) 8-valve I4; 60 CP (44 kW); viteza maximă:155 km/h; 0–100 km/h: 15.2 s (1990-1995)
- 1.2 L (1239 cc) 8-valve I4; 54 CP (40 kW); viteza maximă:150 km/h; 0–100 km/h: 14.5 s (1995-1996)
- 1.4 L (1390 cc) 8-valve I4; 80 CP (59 kW); viteza maximă:175 km/h; 0–100 km/h: 11.2 s
- 1.4 L (1390 cc) 8-valve I4; 75 CP (55 kW); viteza maximă:170 km/h; 0–100 km/h: 12.0 s (1998-2001)
- 1.4 L (1390 cc) 16-valve I4; 98 CP (72 kW); viteza maximă:185 km/h; 0–100 km/h: 10.0 s (1998-în prezent)
- 1.5 L (1461 cc) 8-valve diesel I4; 65 CP (48 kW); viteza maximă:162 km/h; 0–100 km/h: 15.0 s (2001-în prezent)
- 1.5 L (1461 cc) 8-valve diesel I4; 68 CP (50 kW); viteza maximă:162 km/h; 0–100 km/h: 15.2 s (2005-în prezent)
- 1.5 L (1461 cc) 8-valve diesel I4; 80 CP (59 kW); viteza maximă:175 km/h; 0–100 km/h: 12.2 s (2002-în prezent)
- 1.5 L (1461 cc) 8-valve diesel I4; 86 CP (63 kW); viteza maximă:174 km/h; 0–100 km/h: 12.7 s (2001-în prezent)
- 1.5 L (1461 cc) 8-valve diesel I4; 100 CP (73 kW); viteza maximă:185 km/h; 0–100 km/h: 10.6 s (2003-în prezent)
- 1.5 L (1461 cc) 8-valve diesel I4; 106 CP (78 kW); viteza maximă:190 km/h; 0–100 km/h: 11.1 s (2001-în prezent)
- 1.6 L (1565 cc) 8-valve I4; 74 CP (53 kW); viteza maximă:170 km/h; 0–100 km/h: 13.5 s (1996-2005)
- 1.6 L (1598 cc) 16-valve I4; 88 CP (65 kW); viteza maximă:177 km/h; 0–100 km/h: 11.9 s (2005-în prezent)
- 1.6 L (1598 cc) 16-valve I4; 110 CP (81 kW); viteza maximă:194 km/h; 0–100 km/h: 9.6 s (1998-în prezent)
- 1.6 L (1598 cc) 16-valve I4; 112 bhp(81 kW); viteza maximă:190 km/h; 0–100 km/h: 10.2 s (1998-în prezent)
- 1.7 L (1698 cc) 8-valve diesel I4 (1990-1991)
- 1.8 L (1794 cc) 8-valve I4; 95 CP (70 kW); viteza maximă:185 km/h; 0–100 km/h: 9.9 s (1990-1998)
- 1.8 L (1794 cc) 8-valve I4; 110 CP (81 kW); viteza maximă:195 km/h; 0–100 km/h: 8.9 s (RSi)
- 1.8 L (1764 cc) 16-valve I4; 137 CP (101 kW); viteza maximă:209 km/h; 0–100 km/h: 8.0 s (16S)
- 1.9 L (1870 cc) 8-valve diesel I4; 65 CP (48 kW); viteza maximă:161 km/h; 0–100 km/h: 14.8 s (Clio I, Clio II)
- 1.9 L (1870 cc) 16-valve turbodiesel I4; 80 CP (59 kW); viteza maximă:175 km/h; 0–100 km/h: 13.0 s (Clio II)
- 2.0 L (1998 cc) 16-valve I4; 150 CP (110 kW); viteza maximă:215 km/h; 0–100 km/h: 7.8 s (16S Williams)
- 2.0 L (1998 cc) 16-valve I4; 172 CP (126 kW); viteza maximă:220 km/h; 0–100 km/h: 7.2 s (2000-2004 RS)
- 2.0 L (1998 cc) 16-valve I4; 182 CP (133 kW); viteza maximă:222 km/h; 0–100 km/h: 7.1 s (2004-2006 RS)
- 2.0 L (1998 cc) 16-valve I4; 197 CP (145 kW); viteza maximă:220 km/h; 0–100 km/h: 7.2 s (2006-în prezent pe RS)
- 3.0 L (2946 cc) 24-valve V6; 230 CP (166 kW); viteza maximă:235 km/h; 0–100 km/h: 6.4 s
- 3.0 L (2946 cc) 24-valve V6; 255 CP (187 kW); viteza maximă:245 km/h; 0–100 km/h: 5.8 s (2000-în prezent pe RS)